# Il faut se méfier des mots
Il faut se méfier des mots est une œuvre de l'artiste français Ben située à Paris, en France. Créée en 1993, l'œuvre se compose de deux travailleurs mettant en place un immense tableau noir sur lequel est inscrit « Il faut se méfier des mots ».

## Description
Œuvre en trois dimensions de l'artiste Ben Vautier, composée d'un tableau noir géant et de deux fac-similés d'ouvriers occupés à l'installer en bleu de travail. L'un est assis sur le faîte du mur mitoyen et l'autre dans une nacelle, mettant en place un grand tableau noir qui occupe la largeur du mur. Sur le tableau est écrit en blanc : « Il faut se méfier des mots. », l'œuvre est signée et datée en bas à droite du tableau. Comme d'habitude avec Ben, la calligraphie de l'écriture peinte est manuscrite et assez bouclée.
Cette œuvre reprend le titre d'une exposition de Ben de 1992, chez Catherine Issert.

## Localisation
L'œuvre est située sur un mur d'immeuble de la place Fréhel, à l'intersection de la rue de Belleville et de la rue Julien-Lacroix dans le 20e arrondissement de Paris. La place compte trois autres œuvres d'art : Un carré pour un square de Jean-Max Albert, un cône de Marie Bourget et Rendez-vous à l’angle des rues de Belleville et Julien Lacroix de Jean Le Gac.
L'ensemble du projet a été conçu et réalisé par l'architecte d'origine chilienne, Véronica Tello, qui a proposé le choix des trois artistes et coordonné les travaux avec les services de la ville de Paris et les 3 artistes.

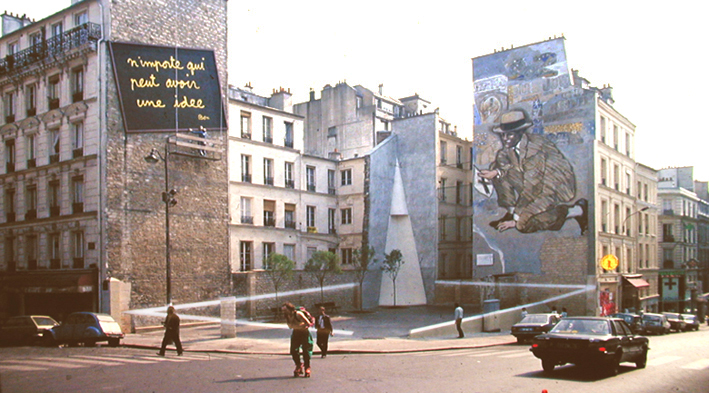
« N'importe qui peut avoir une idée ».

À l'origine, l'ardoise indiquait « N'importe qui peut avoir une idée ».

## Artiste
Ben (1935-2024) était un artiste français.